# Vera Sokolova
Vera Sokolova (Вера Соколова, 8 de junio de 1987) es una atleta rusa especializada en marcha atlética.
Fue subcampeona de Europa en Barcelona 2010. Inicialmente había obtenido la medalla de bronce pero la atleta rusa Olga Kanískina, ganadora de la prueba, fue descalificada el 24 de marzo de 2016 por el TAS acusada de dopaje. Debido a ello el resto de atletas ganaron un puesto en sus competiciones, por lo que Sokolova pasó del puesto 3º al 2º.
Consiguió dos primeros puestos en la Copa del Mundo de Marcha Atlética, en 2004 y 2006, ambas sobre la distancia de 10 km.
| Mejores marcas personales en marcha | Mejores marcas personales en marcha | Mejores marcas personales en marcha | Mejores marcas personales en marcha |
| Distancia                           | Tiempo                              | Lugar                               | Fecha                               |
| ----------------------------------- | ----------------------------------- | ----------------------------------- | ----------------------------------- |
| 3.000 m. PC                         | 11:58.44                            | Novocheboksarsk, Rusia              | 11 de enero de 2014                 |
| 3.000 m.                            | 12:51.96                            | Bydgoszcz, Polonia                  | 7 de agosto de 2004                 |
| 5.000 m. PC                         | 21:44.00                            | Cheboksary, Rusia                   | 23 de diciembre de 2006             |
| 5.000 m.                            | 21:05.07                            | Saransk, Rusia                      | 19 de junio de 2005                 |
| 10.000 m.                           | 43:11.34                            | Kaunas, Lituania                    | 21 de julio de 2005                 |
| 10 km.                              | 42:12                               | Saransk, Rusia                      | 19 de septiembre de 2009            |
| 20 km.                              | 1h:25:08                            | Sochi, Rusia                        | 26 de febrero de 2011               |
| PC - Pista Cubierta                 |                                     |                                     |                                     |